# 城河原村
城河原村（じょうがわらむら）は熊本県の天草諸島、天草下島に存在していた村。

## 歴史
- 1889年（明治22年）4月1日 - 町村制の施行に伴い、城木場村、荒河内村、上野原村が合併し成立。
- 1955年（昭和30年）5月1日 - 城河原村が二江町、御領村、鬼池村、手野村と合併して五和町が発足。